# La Nigerienne
La Nigerienne (Pieśń Nigru) to hymn państwowy Nigru w latach 1961–2023. Słowa napisał Maurice Albert Thiriet, a muzykę skomponowali Robert Jacquet oraz Nicolas Abel François Frionnet.

## Oficjalne słowa francuskie
Auprès du grand Niger puissant
Qui rend la nature plus belle,
Soyons fiers et reconnaissants
De notre liberté nouvelle !

Evitons les vaines querelles
Afin d’épargner notre sang,
Et que les glorieux accents
De notre race soit sans tutelle !

S’élève dans un même élan
Jusqu’à ce ciel éblouissant,
Où veille son âme éternelle
Qui fera le pays plus grand !

Debout ! Niger ! Debout !
Que notre oeuvre féconde
Rajeunisse le coeur de ce vieux continent !
Et que ce chant s’entende
Aux quatre coins du monde
Comme le cri d’un peuple équitable et vaillant !

Debout ! Niger ! Debout !
Sur le sol et sur l’onde,
Au son des tam-tams
Dans leur rythme grandissant,
Restons unis toujours,
Et que chacun réponde
A ce noble avenir
Qui nous dit: – En avant !